# Svazek lipenských obcí
Svazek lipenských obcí je dobrovolný svazek obcí v okresu Český Krumlov a okresu Prachatice, jeho sídlem je Lipno nad Vltavou a jeho cílem je regionální rozvoj. Sdružuje celkem 11 obcí a byl založen v roce 2002.

## Obce sdružené v mikroregionu
- Hořice na Šumavě
- Ktiš
- Stožec
- Lipno nad Vltavou
- Vyšší Brod
- Loučovice
- Přední Výtoň
- Černá v Pošumaví
- Horní Planá
- Nová Pec
- Frymburk